# 北海道道311号中西別計根別線

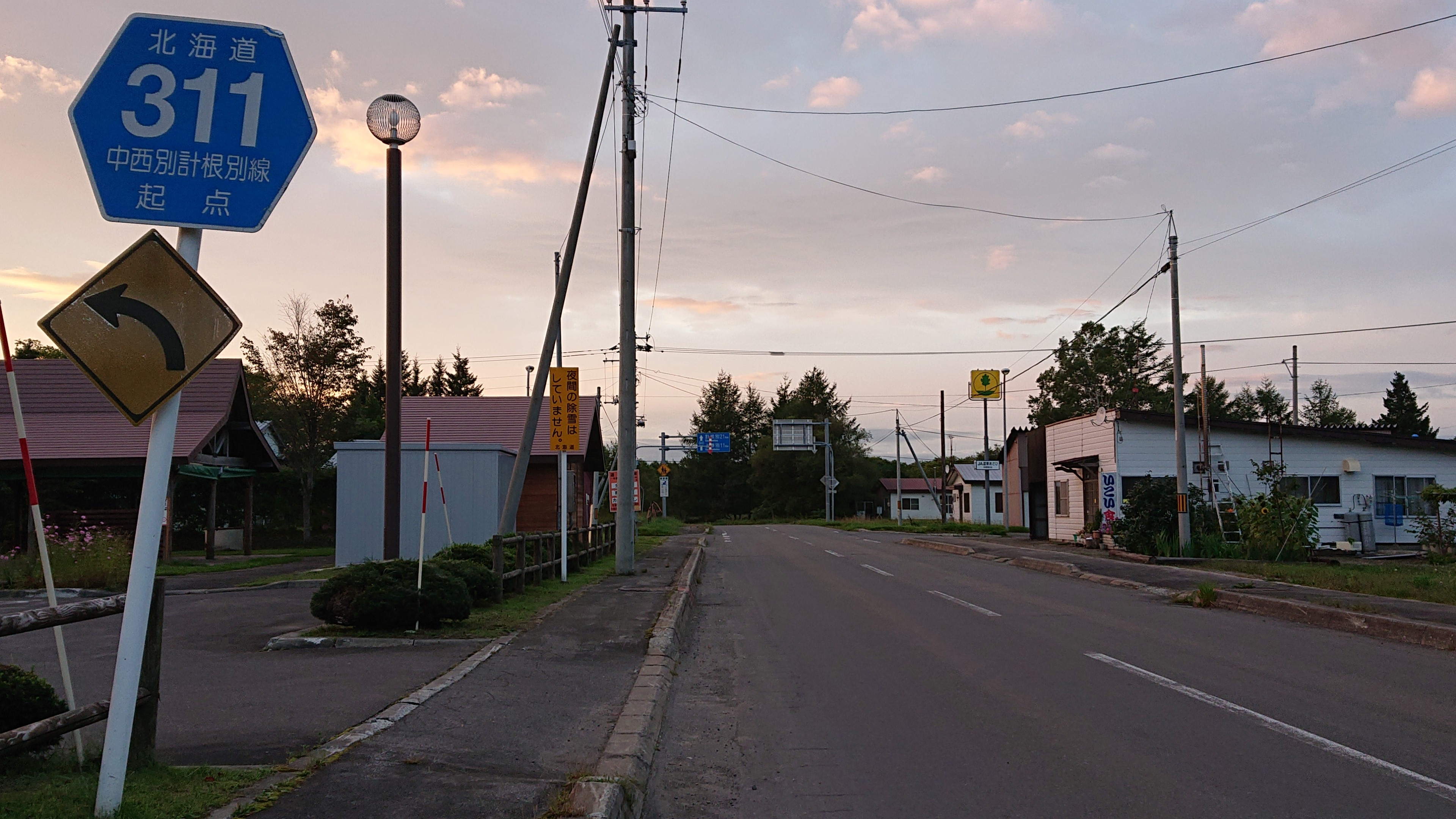
北海道道311号中西別計根別線（別海町中西別本町）

北海道道311号中西別計根別線（ほっかいどうどう311ごう なかにしべつけねべつせん）は、北海道別海町と中標津町を結ぶ一般道道である。

## 概要

### 路線データ
- 起点：北海道野付郡別海町中西別本町（国道243号交点）
- 終点：北海道標津郡中標津町計根別本通東7丁目（北海道道13号中標津標茶線・北海道道775号上武佐計根別停車場線交点）
- 総延長：19.8km

## 歴史
- 1957年（昭和32年）7月25日 - 283号として路線認定[1]。
- 1994年（平成6年）10月1日 - 路線番号を311号に変更[2]。

## 地理

### 通過する自治体
- 根室振興局
  - 野付郡別海町
  - 標津郡中標津町

### 主な接続道路
別海町
- 国道243号 - 中西別本町（起点）
- 国道272号 - 上春別緑町
- 北海道道957号大成西春別線 - 大成

中標津町
- 北海道道13号中標津標茶線 - 計根別本通東7丁目（終点）
- 北海道道775号上武佐計根別停車場線 - 計根別本通東7丁目（終点）